# Trentepohlia (Mongoma) costofimbriata
Trentepohlia (Mongoma) costofimbriata is een tweevleugelige uit de familie steltmuggen (Limoniidae). De soort komt voor in het Australaziatisch gebied.